# Hisonotus leucophrys
Hisonotus leucophrys es una pequeña especie de pez loricárido de agua dulce que integra el género Hisonotus. Este siluriforme habita en aguas templado-cálidas del centro-este de América del Sur.

## Taxonomía
Esta especie fue descrita originalmente en el año 2009 por los ictiólogos brasileños Tiago Pinto Carvalho y Roberto Esser dos Reis, con el mismo nombre científico.
Localidad tipo
La localidad tipo referida es: “Xavantina, en las coordenadas: 27°04′17″S 52°20′34″O / -27.07139, -52.34278, río Ariranhas, bajo el puente de la ruta SC-466, cuenca del río Uruguay, estado de Santa Catarina, Brasil”.
Holotipo
El ejemplar holotipo designado es el catalogado como: MCP 42576, una hembra adulta la cual midió 42,2 mm. Fue colectada el 30 de abril de 2007 por T. P. Carvalho, A. R. Cardoso y C. A. Cramer.
Etimología
Etimológicamente el término genérico Hisonotus se construye con palabras en el idioma griego, en donde: isos significa ‘igual’ y noton es ‘espalda’ o ‘dorso’.
El epíteto específico leucophrys es un sustantivo en aposición, que se forma con dos palabras del idioma griego, en donde: leucos significa ‘blanco’ y ophrys es ‘ceja’, en alusión a la franja longitudinal de color blanco que esta especie exhibe por encima de la órbita del ojo.

## Distribución y hábitat
Esta especie se encuentra del centro-este de América del Sur, específicamente en el estado de Santa Catarina, en el sudeste del Brasil. Fue colectada solo en el río Ariranhas y en el río Rancho Grande. Ambos cursos fluviales son afluentes por la margen derecha de la sección superior de la cuenca del río Uruguay, perteneciente a la cuenca del Plata.
Ecorregionalmente es un endemismo de la ecorregión de agua dulce Uruguay superior.